# Your Arsenal
Your Arsenal — третій сольний альбом Морріссі, виданий в 1992 році.

## Список композицій
Автор слів Морріссі. 
Автор музики Алан Вайт, окрім зазначених. 
| #   | Назва                                           | Автор музики  | Тривалість |
| --- | ----------------------------------------------- | ------------- | ---------- |
| 1.  | «You're Gonna Need Someone on Your Side»        | Марк Е. Невін | 3:38       |
| 2.  | «Glamorous Glue»                                |               | 4:01       |
| 3.  | «We'll Let You Know»                            |               | 5:17       |
| 4.  | «The National Front Disco»                      |               | 4:23       |
| 5.  | «Certain People I Know»                         |               | 3:11       |
| 6.  | «We Hate It When Our Friends Become Successful» |               | 2:29       |
| 7.  | «You're the One for Me, Fatty»                  |               | 2:58       |
| 8.  | «Seasick, Yet Still Docked»                     |               | 5:07       |
| 9.  | «I Know It's Gonna Happen Someday»              | Невін         | 4:20       |
| 10. | «Tomorrow»                                      |               | 4:05       |

## Учасники запису
Гурт
- Морріссі — вокал
- Алан Вайт — гітара
- Боз Бурер — гітара
- Гарі Дей — бас-гітара
- Спенсер Кобрін — ударні

Технічний персонал
- Мік Ронсон — продюсер

## Позиції в чартах

### Альбом
| Країна          | Чарт (1992)           | Найвища позиція |
| --------------- | --------------------- | --------------- |
| Австралія       | ARIA Charts           | 12              |
| Нідерланди      | MegaCharts            | 76              |
| Нова Зеландія   | RIANZ                 | 29              |
| Швеція          | Sverigetopplistan     | 42              |
| Велика Британія | Official Albums Chart | 4               |
| США             | Billboard 200         | 21              |
| Країна          | Чарт (2014)           | Найвища позиція |
| Ірландія        | Irish Albums Chart    | 77              |
| Велика Британія | Official Albums Chart | 49              |